# 下ホロカメットク山
下ホロカメットク山（しもホロカメットクやま）は、北海道の上川郡新得町と空知郡南富良野町の2町にまたがる標高1,668.1mの山である。山頂には二等三角点「幌神女徳」が設置されている。

## 概要
石狩山地を構成する十勝岳連峰の一峰で、上ホロカメットク山から南東に伸びる支稜線上に境山を経て位置し、そのまま日高山脈へと連なる分水嶺である。形の整った円錐の山容が特徴的。
かつては「パナクシホロカメトクヌプリ」と呼ばれており、「ヌプリ」はアイヌ語で山、「パナクシ」は十勝川本流の源流部の川下の方を意味しているが、「ホロカメットク」については諸説あるものの「ホルカ・メトッ（後戻りする・深山）」が有力とされる。

## 登山
登山道はないため主に残雪期に登られる。主な登頂ルートは2つある。

### 十勝岳温泉から
十勝岳温泉から上富良野岳・上ホロカメットク山を登った後に支稜線へと入り境山を経て山頂へ至るルート。

### 新得町屈足チカベツから
道道718号からトノカリ林道へ入った後分岐でシートカチ支線林道を入りすぐに車両通行止めとなる。その後は崩壊箇所を複数超えながら分岐を経てシートカチ第6支線林道を進み、尾根を登って山頂へ至るルート。